# Donaciana Cano
Donaciana Cano Iriarte (Santoña, 1894-Huesca, 1971) fue una química, investigadora y docente española, y la primera mujer en acceder a la Universidad de Zaragoza en 1915.

## Trayectoria
En 1900, la familia de Cano se instaló en Zaragoza. Era la tercera hija de Joaquina Iriarte Iriarte, una aristocrática familia vasco-navarra, y de un militar de origen extremeño, Inocente Cano Ruiz, de una familia de cinco hermanas y siete hermanos. Casi todos ellos realizaron estudios superiores y tres de sus hermanas ejercieron como maestras.
Tras obtener el título de bachiller en 1915, con premio extraordinario, inició estudios universitarios en la Facultad de Ciencias Químicas de la Universidad de Zaragoza. Solo cinco años antes, mediante una orden ministerial el 8 de marzo de 1910 se había admitido el acceso y matrícula a las mujeres por primera vez en España. Cano se convirtió en la primera alumna titulada en la especialidad Ciencias Químicas de esta universidad.
 

Entre sus publicaciones, cabe destacar la disertación Formación científica de la mujer, impartida en la sesión inaugural del Ateneo Científico Escolar de Zaragoza en 1916, ante un auditorio completamente masculino. En la ponencia, Cano se apoyó en la idea de que la preparación científica de la mujer le ayudaría a cumplir con sus roles tradicionalmente asignados: 
«El estudio no es ocupación indecorosa para ningún hombre sea cual fuere la clase social a que pertenezca, ¿por qué ha de ser imperfección en la mujer lo que al hombre perfecciona? No usurpa aquella derechos ajenos ni al instruirse altera el orden natural establecido por Dios. En el orden práctico es interesantísima la formación completa de media humanidad condenada fatalmente a la ignorancia y por esta al ridículo, sobre todo, por parte de aquellos mismos que obstinadamente se oponen a que la verdad sea cultivada en inteligencias hasta de ahora casi vírgenes».
Cano no entró en debates sobre su significado e implicaciones sino que utilizó este planteamiento como estrategia para que las mujeres pudiesen acceder a espacios científicos, cerrados hasta el momento para ellas.
En 1923, ocupó su plaza en el Instituto de Bachillerato de Huesca, como ayudante interina de la sección de Ciencias y donde siguió trabajando como profesora de Matemáticas hasta su jubilación en 1964. No obstante, mantuvo relación con la universidad, publicando en 1926 el trabajo de investigación Estudio sobre índices de refracción de disoluciones acuosas de potasa y sosa. publicado en la Revista de la Academia de Ciencias Exactas, Físico-Químicas y Naturales de Zaragoza.
Cano fue pionera en Ciencias y defensora de la educación, la igualdad y las oportunidades de la mujer en el ámbito científico. En 1936, cuando estalló la guerra civil, estaba destinada en el Instituto de Enseñanza Media «Ramón y Cajal», en Huesca, como Profesora Auxiliar de Ciencias.

## Reconocimientos
En 1915, Cano fue reconocida con el Premio extraordinario de Bachillerato. Al año siguiente, en 1916, fue invitada por el Ateneo Científico Escolar de Zaragoza a pronunciar el discurso inaugural del curso, que llevaba por título Formación científica de la mujer.

## Obra
- 1916 - Formación científica de la mujer.[1]

- 1926 - Estudio sobre índices de refracción de disoluciones acuosas de potasa y sosa. Revista de la Academia de Ciencias Exactas, Físicas, Químicas y Naturales de Zaragoza ISSN 0370-3207, N.º 10, págs. 10-20.[4]